# Franciscodoras marmoratus
Franciscodoras marmoratus — єдиний вид роду Franciscodoras родини Бронякові ряду сомоподібних.

## Опис
Загальна довжина досягає 36 см. Голова масивна, коротка, зверху дещо сплощена. Біля кінчика морди є 3 пари довгих вусиків. Очі маленькі. Тулуб кремезний, витягнутий. Від бічної лінії до верху тягнуться кістяні пластинки. Спинний плавець високий, піднятий, з 6 м'якими пластинками та 1 шипом. Грудні плавці великі, довгі. Черевні плавці широкі, низькі, з короткою основою. Жировий плавець крихітний. Анальний плавець широкий, помірної довжини. Хвостовий плавець великий, дуже широкий.
Забарвлення шкіри світло-коричневе, мармурового кольору. Звідси походить його латинська назва.

## Спосіб життя
Біологія погано вивчена. Воліє прісні водойми. Є демерсальною рибою. Активна вночі. Вдень ховається біля дна. Живиться дрібними безхребетними, а також невеличкою рибою.

## Розповсюдження
Поширений в басейні річки Сан-Франсиску (Бразилія).